# باسل خرطبيل
باسل خرطبيل، والمعروف أيضًا باسم باسل الصفدي، (مولود في 22 مايو / أيار 1981 في دمشق، أعدم في 3 أكتوبر / تشرين الأول 2015) مطور برمجيات سوري فلسطيني، كان يعمل في مجال المصادر المفتوحة.
أعتقل في سجن عدرا بدمشق، في 15 آذار 2012، الذي يوافق الذكرى الأولى للثورة السورية  حتى 3 أكتوبر / تشرين الأول 2015، عندما اقتيد إلى مكان غير معلوم، بأمر من المحكمة العسكرية حيث نُفذ حكم الإعدام.

ولد باسل وشبّ في سوريا، لأب فلسطيني وأم سورية، حيث تخصص في تطوير البرمجيات المفتوحة المصدر.في 2010، عمل مديرًا تقنيُا ومؤسسًا مشاركًا لأول معمل هاكر في دمشق Aiki Lab ، وكان المدير التقني لشركة الأوس للنشر، وهي مؤسسة نشر بحثية مختصة بعلوم وفنون الآثار بسوريا. عمل باسل أيضًا مدير مشروع لصالح منظمة المشاع الإبداعي بسوريا، وله مساهمات في موزيلا فايرفوكس، ويكيبيديا، أوبن كليب آرت، فابريكيتورز، وشاريزم. له السبق في فتح خدمة الإنترنت في سوريا، ونشر المعرفة وطريقة الوصول إليها لعموم السوريين.
أحدث عمل له صورة ثلاثية الأبعاد لمدينة تدمر القديمة بسوريا، ووضع تصور مرئي في الوقت الحقيقي، وتنمية فابريكيتورز لمنصة التطوير على الويب Aiki Framework.
في 21 أكتوبر / تشرين الأول، 2015، أُنشئ مشروع تدمر الجديدة لاستئناف عمل باسل على نموذج ثلاثيّ الأبعاد بالإضافة إلى طرق مبتكرة أخرى للبيانات المتوفرة عن تدمر.
في 22 أكتوبر / تشرين الأول، قام معمل الإعلام بمعهد ماساتشوستس للتكنولوجيا بعرض منصب باحث في مركز الإعلام المدني للعمل مع إيثان زكرمان على مشاريع تجعل تاريخ سوريا متاحًا للعالم.

## الاعتقال
في 15 مارس / آذار للعام 2012، قامت شعبة الاستخبارات العسكرية فرع 215 باعتقال باسل في حي المزة بدمشق. هذا اليوم هو الذكرى الأولى للثورة السورية، حيث تظاهر الثوار والمؤيدون للنظام في أنحاء دمشق وخارجها.
حققت شعبة الاستخبارات العسكرية فرع 215 مع باسل وقامت بتعذيبه لخمسة أيام، بالإضافة إلى الإغارة على منزله ومصادرة حاسوبه ومتعلقات أخرى. نقل بعدها إلى فرع التحقيق 248 وبقى قيد الاعتقال لتسعة أشهر. في 9 ديسمبر / كانون الأول للعام 2012، مثل باسل أمام قاض عسكريّ بدون محام بتهم تتعلق «بالمساس بأمن الدولة». أرسلته الاستخبارات العسكرية إلى سجن عدرا في دمشق.
 في 18 مارس / آذار 2014، نشرت الإجابة مكتوبة من كاثرين آشتون نائب رئيس المفوضية الأوروبية: «يستنكر نائب رئيس المفوضية الأوروبية استمرار اعتقال باسل خرطبيل الصفدي ويشارك مخاوفه بشأن موقفه، ويتابع الموضوع بقرب».
في 21 إبريل / نيسان 2015، قام الفريق العامل المعني بمسألة الاحتجاز التعسفي بإصدار رأي حول قضية باسل، مصنفًا اعتقاله بأنه تعسفيّ، ومطالبًا بالإفراج الفوري عنه. توصل الفريق العامل المعني بمسألة الاحتجاز التعسفي إلى كون اعتقال باسل يخالف المواد 9، 14، 19 من العهد الدولي الخاص بالحقوق المدنية والسياسية، والتي صدقت عليها سوريا في 1969.

## إعدام باسل الصفدي في سجون النظام
تداولت عدة مواقع وصحف عربية وأجنبية خبر إعدام باسل الصفدي، وعلقت منظمة العفو الدولية على خبر إعدام الصفدي، مغردة عبر حسابها الرسمي في موقع تويتر: «يؤلمنا تأكيد خبر إعدام الناشط باسل خرطبيل صفدي سنة 2015 في سوريا، فلترقد روحه بسلام».

## الحياة الشخصية

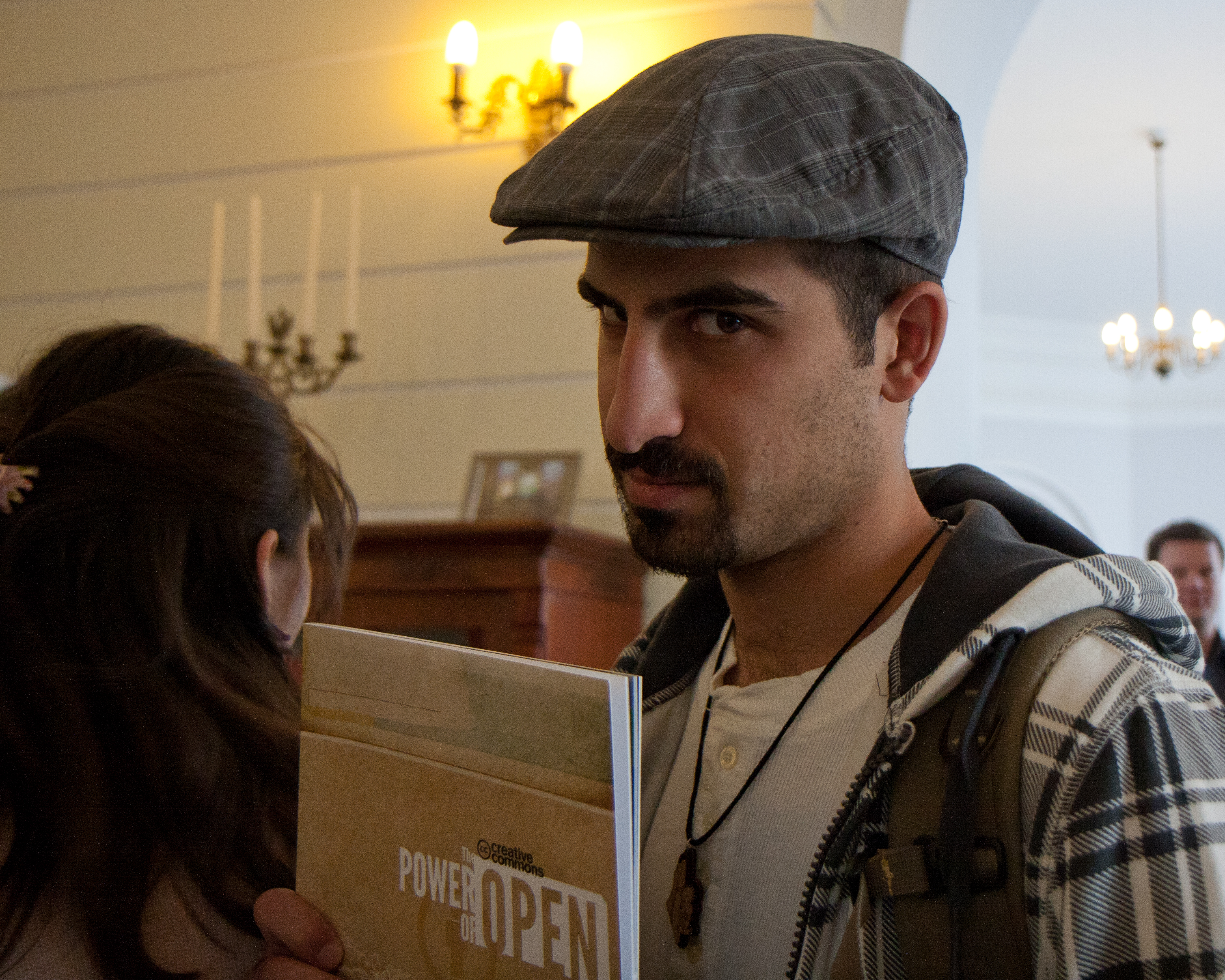
في عام 2011، كان باسل خرطبيل أحد ضيوف قمة المشاع الإبداعي العالمية في وارسو

اعتقل باسل قبل أيام قليلة من زفافه إلى نورا غازي، محامية وناشطة حقوق إنسان، والتوقيع على عقد الزواج. تم التوقيع بعدها مع وجود باسل في السجن. تقابل باسل ونورا أول مرة أثناء العودة من مظاهرة في دوما.
في عيد الحب للعام 2015، نشرت نورا رسالة حب أرسلتها إلى باسل، حيث تعبر فيها عما تحس به تجاه الأحداث في سوريا في الوقت الذي يقبع باسل في السجن.

## الجوائز
حصل باسل على المركز التاسع عشر في قائمة فورين بوليسي لأفضل مفكرين عالميّين، مع ريما دالي، وذلك «للإصرار على سلمية الثورة السورية ضد كل الظروف».

في 21 مارس / آذار 2013، حصد باسل على جائزة مؤشر الرقابة في مجال الحريات الرقمية.

## حملة الحرية لباسل

### 2012

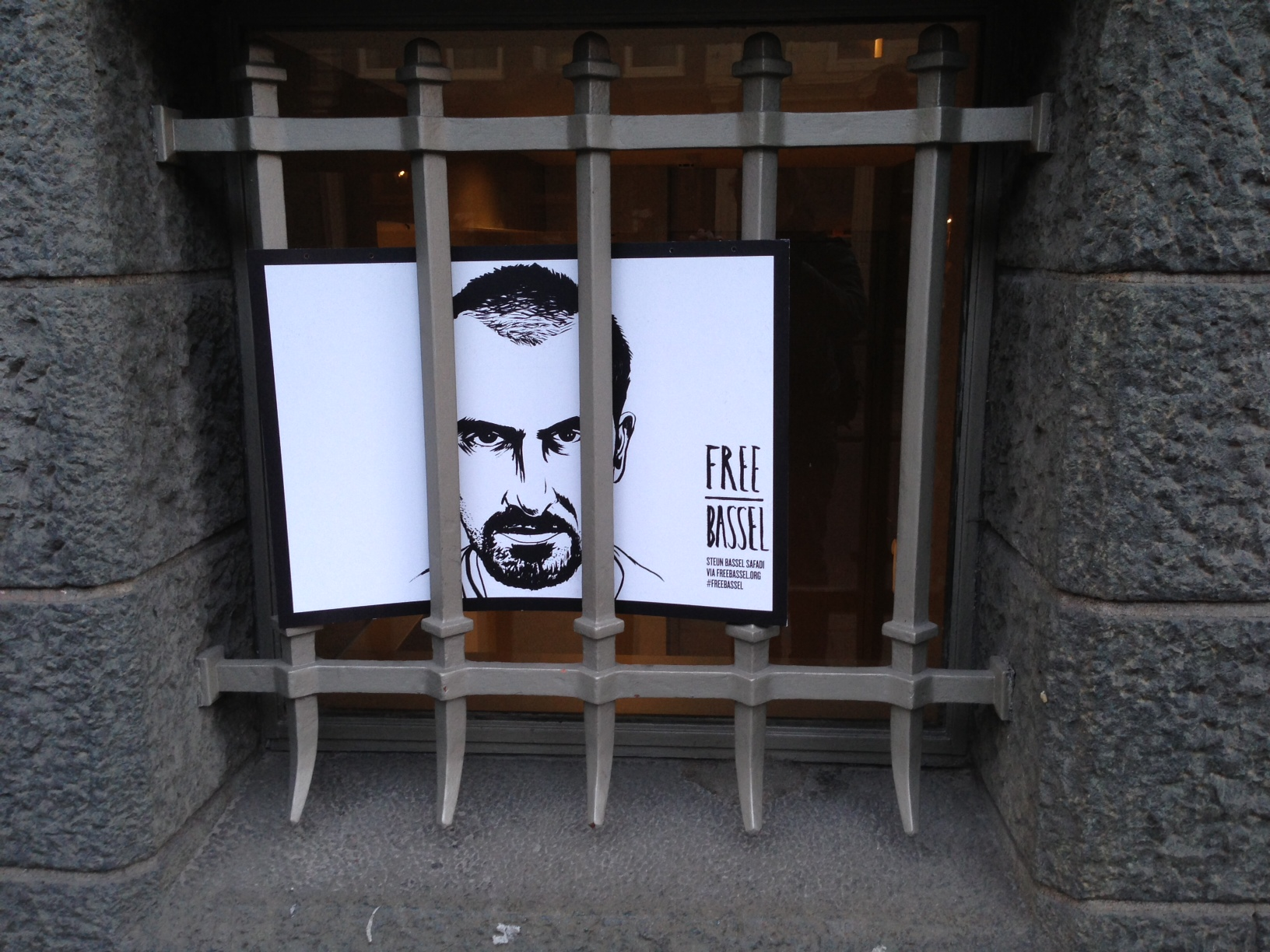
شعار حملة #الحرية_لباسل

بعد انتشار الأخبار عن اعتقاله في بداية يوليو / تموز 2012، نشأت حملة دولية من أجل الإفراج الفوري عنه. قامت شركات ومؤسسات دولية عدة مثل موزيلا، ويكيبيديا، الأصوات العالمية، مؤسسة الجبهة الإلكترونية، والمشاع الإبداعي، بإرسال خطابات إلى الحكومة السورية مطالبين بالإفراج عنه فورًا. كما قامت شخصيات عامة مثل لورنس ليسيج، جوي إيتو [الإنجليزية]، ميتشيل بيكر، جيليان يورك، محمد ننابهاي، وباري ثرو بكتابة خطابات تضامن. بالإضافة إلى ذلك، نشرت وسائل إعلام دولية مثل قناة الجزيرة، فرامابلوك، هاكر نيوز بالكتابة عن ذلك.
في أكتوبر / تشرين الأول 2012، نشرت منظمة العفو الدولية مستندات تفيد بإساءة معاملة باسل وتعذيبه.
في 23 أكتوبر / تشرين الأول 2012، بدأ الفصل التايواني لمنظمة العفو الدولية بتنظيم فعالية للكتابة عن باسل في تايبيه، عاصمة تايوان.
في 26 نوفمبر / تشرين الثان 2012، أعلنت مجلة فورين بوليسي عن ضم باسل لقائمتها لأفضل مئة مفكر عالمي.
في ديسمبر / كانون الأول 2012، نقل باسل إلى سجن عسكري بانتظار المثول أما محاكمة عسكرية. وردًا على ذلك، نشأت حملة إضراب عن الطعام للنشر عن قضية استمرار سوء حالة حبس باسل.

### 2013
في 25 يناير / كانون الثاني 2013، انتشرت تقارير عن قرب محاكمة باسل واحتمال إصدار حكم بإعدامه.
في 15 مارس / آذار 2013، أنشأ مشروع (الحرية لباسل) و (حملة يوم الحرية لباسل) بالتعاون مع المشاع الإبداعي، موزيلا، ومنظمات فاعلة أخرى. أدى ذلك إلى العديد من التجمعات، والأعمال الفنية، ومقاطع الفيديو والفعاليات الإعلامية للتعريف عنه.
في 22 مايو / أيار 2013، مع إحياء ذكرى ميلاد باسل الثاني والثلاثين، وهو العيد الثاني له في السجن ويوافق اليوم 799 على بدء الثورة السورية، انضمت منظمة مؤشر الرقابة، والمشاع الإبداعي، وحملة (الحرية لباسل) للاحتفال بإنجازات باسل وتشجيع الآخرين على إرسال أفضل التمنيات بمناسبة عيد ميلاد باسل. كتبت والدته، «فقط أريده حرًا، أدعو له بالحرية وأدعو لكل أصدقائه الذين يؤمنون ويعملون على حرية باسل.» بالإضافة إلى ذلك، تشجع المنظمات المناصرة عبر إنشاء مشروع Project Sunlight، بالكشف عن مزيد من المعلومات عن حالة ومكان باسل.
في حفل توزيع جوائز منظمة مؤشر الرقابة، ذكر جون فيليبس أن باسل «محبوس، والحبس شيء فاشل. حبس باسل فقط يقيد حريته الشخصية. حبس باسل يحبس سجّانيه عن مستقبلهم. الآلاف ممن ساعدهم عمل باسل، يساعدونه الآن عبر التضامن مع (الحرية لباسل). وهذا ما يعيد بناء سوريا فعلًا، ويربطها بالمستقبل المتصل بالعالم. هذه الجائزة تثبت أن حبسه ليس حبسًا لحريته الرقمية».
في 10 ديسمبر 2013، قام مشروع (الحرية لباسل) مع آخرين بالتوقيع على خطاب مرسل للبرلمان الأوروبي.

### 2014
في 23 يناير / كانون الثاني 2014، أعلن مارك فايدنباوم بالتوازي مع حملة (الحرية لباسل)، عن بداية مشروع موسيقي باسم «ديسكوايت جانتو» على شرف باسل، حيث دعى المشاركون في المجموعة الموسيقيّة الإلكترونية إلى «إكمال» مشروع باسل لوضع تصور ثلاثي الأبعاد لمدينة تدمر، وكتابة «مقاطع موسيقى تصويرية بين دقيقة وثلاث دقائق لاستخدامها بعد اكمال التصور لمدينة تدمر القديمة». كتبت 38 مقطوعة موسيقية.
في 15 مارس / آذار، قاد مشروع (الحرية لباسل) الحملة الثانية للمناداة بالإفراج عنه بتنظيم منالمشاع الإبداعي، مؤسسة ويكيميديا، بالإضافة إلى مجتمعات أخرى ومناصرين آخرين. تضمن ذلك ماراثون للتحرير، وتجمعات وتجميع كتاب على شرف باسل، والدعاية.
في 22 مايو / أيار 2014، للعام الثالث يمضي باسل عيد ميلاده، الثالث والثلاثون، في سجن سوريّ.
في 1 سبتمبر / أيلول 2014، كتبت الصحفية وناشطة حقوق الإنسان المعروفة ريبيكا ماكينون بالكتابة عن باسل ومدوني المنطقة التاسعة الإثيوبيين في مجلة وورلد بوليسي، وإلى ذلك تنظيم ويكيبيديا لماراثون التحرير لمدوني المنطقة التاسعة في أكتوبر / تشرين الأول.
في 10 ديسمبر 2014، قادت الأصوات العالمية حملة في يوم العالمي لحقوق الإنسان لكسر الصمت عن سجن باسل.

### 2015
في 15 مارس / آذار 2015، تقابل مناصرون لحملة (الحرية لباسل) في سان فرانسيسكو، في مقر مؤسسة الجبهة الإلكترونية في ماراثون للتحرير على ويكيبيديا لحملة (الحرية لباسل) للعام 2015. بالإضافة إلى ذلك، قامت المشاع الإبداعي في المنطقة العربية بتنظيم ماراثون لتحرير ويكيبيديا بالعربية لترجمة الصفحات المتعلقة بباسل والمساهمة فيها.
في 24 سبتمبر / أيلول 2015، نشرت مؤسسة الجبهة الإلكترونية ملفًا عن باسل مع إنشائها مشروع أوفلاين «لمشاركة أخبار التقنيين ومستخدمي التقنية المحبوسين».
في بداية أكتوبر / تشرين الأول، كان باسل لا يزال موجودًا في سجن عدرا، على ضواحي دمشق، سوريا. وفي 12 سبتمبر / أيلول قصف جيش الإسلام السجن وقام باقتحامه، مما أدى إلى تحكمه بمبنيين.
في الثالث من أكتوبر / تشرين الأول 2015، نقل إلى مكان غير معلوم، بأمر من المحكمة العسكرية حيث نُفذ الحكم بإعدامه.

### 2018
بعد تأكيد وفاة باسل، أعلنت عدّة منظّمات محلّية ودوليّة، بينها مؤسّسة المشاع الإبداعي وموزيلا وويكيميديا إطلاق زمالة تذكاريّة بعنوان «زمالة باسل خرطبيل للثقافة الحرّة».

## روابط خارجية
- #الحرية_لباسل
- حوار مع باسل عن دوره في المشاع الإبداعي في العالم العربي.
- صوتي مع باسل وجون فيليبس عن المهاكر وثقافتها في العالم العربي
- Free Bassel